# Wayne County & The Electric Chairs
Wayne County & The Electric Chairs war eine Band, die 1977 von der amerikanischen Transfrau Wayne County gegründet wurde. Sie spielte Punk- und Glamrock im Einklang mit der schrägen Bühnenshow ihrer bisweilen schrill kostümierten Sängerin Wayne County.

## Bandgeschichte
Wayne County hatte bereits einen Namen in der New Yorker Punk-Szene, fand jedoch keine amerikanische Plattenfirma, die sie unter Vertrag nehmen wollte. Als sie 1977 nach London zog, gründete sie zusammen mit dem Gitarristen Geg Van Cook, dem Bassisten Val Haller und dem Schlagzeuger John Johnson, genannt „JJ“ die Formation Wayne County & The Electric Chairs und brachte unter dem Label Safari 1978 das Debüt-Album The Electric Chairs heraus. Die Band, welche mit Songs wie Fuck Off und Eddie and Sheena zu den Veteranen des Punkrocks zählt, tourte in den folgenden Jahren gemeinsam durch die Clubszene und tauchte in verschiedenen Filmen auf, welche die erste Welle des Punkrocks dokumentieren. Am 9. Dezember 1978 trat County mit ihrer Band in den Dortmunder Westfalenhallen auf. Das Konzert wurde in der Reihe Rockpalast im Deutschen Fernsehen ausgestrahlt.
Später änderte County ihren Vornamen in Jayne und trat hauptsächlich als Solokünstlerin Jayne County auf. 1980 zog es sie nach Berlin, wo sie eine Hauptrolle in Rosa von Praunheims Film Stadt der verlorenen Seelen übernahm. 1995 veröffentlichte sie ihre Autobiografie mit dem Titel Man Enough to be Woman.
In Berlin spielte County 1980 einige von Anthony Ingrassia inszenierte Konzerte im Café Metropol unter dem Namen Rock'n Roll Peep Show. County versammelte dazu einige Berliner Musiker zu einer deutschen Version der Electric Chairs; den Bass übernahm Joe Koli, am Schlagzeug war Norbert Hoena, an der Gitarre Erik Küppers und das Keyboard spielte Chris Lewis.

## Diskografie

### Alben
- 1978 The Electric Chairs
- 1978 Storm the Gates of Heaven
- 1978 Man Enough to be a Woman
- 1979 Things Your Mother Never Told You
- 1980 Rock’n' Roll Resurrection (1979 live im „The Edge“, Toronto, Canada)
- 1981 Best of Jayne/Wayne County and the Electric Chairs

### Singles
- 1977 Fuck Off
- 1978 Eddie and Sheena
- 1978 Trying to get on the Radio
- 1978 Blatantly Offensive (EP)
- 1979 Thunder When she Walks
- 1979 Berlin
- 1979 So Many Ways

## Filme
- 1976 The Blank Generation
- 1978 Jubilee
- 1978 The Punk Rock Movie